# Lūnkaransar
Lūnkaransar är en ort i Indien.   Den ligger i distriktet Bīkāner och delstaten Rajasthan, i den nordvästra delen av landet, 300 km väster om huvudstaden New Delhi. Lūnkaransar ligger 193 meter över havet och antalet invånare är 20 472.
Terrängen runt Lūnkaransar är mycket platt. Runt Lūnkaransar är det ganska glesbefolkat, med 42 invånare per kvadratkilometer. Det finns inga andra samhällen i närheten. Omgivningarna runt Lūnkaransar är i huvudsak ett öppet busklandskap.